# Radoje Domanović
Radoje Domanović (Ovsište, 1873. február 16. – Belgrád 1908. augusztus 17.) – szerb szatíraíró, újságíró és pedagógus. 

## Művei
Szatirikus elbeszéléseiben allegorikus formában állítja pellengérre a politikai rendszer visszásságait, a hatalom visszaéléseit és az emberi gyarlóságot: Razmišljanja jednog običnog srpskog vola („Imigyen gondolkodott egy közönséges szerb ökör”); Danga („A bélyeg”) – egy derék polgár álma valami távoli országról, ahol a lakosok büszkék rá, hogy a bírák és a pandúrok az ő hátukon lovagolnak; a polgárok homlokára bélyeget sütnek, hogy könnyen megkülönböztethetőek legyenek a betolakodó és ártalmas idegenektől; Vođa („A vezér”) – a hipnotizált tömeg követi a kultikus vezért, akiről a végén kiderül, hogy vak.
- A bélyeg, 1899
- A mocsár, 1902
- A vezér, 1901
- Ahol megszűntek a szenvedélyek, 1898
- Az érsek kandúrja, 1904
- Imigyen gondolkodott egy közönséges szerb ökör, 1902
- Kínlódia, 1902
- Nem értem, 1898
- Rendőr ész, 1905

## Magyarul
- Radoje Domanović, Kínlódia, ford., utószó Bogdánfi Sándor; Fórum, Újvidék, 1961